# Prix Paul-Viel
Le prix Paul-Viel est une course hippique de trot attelé se déroulant fin janvier ou début février sur l'hippodrome de Vincennes.
C'est une course de Groupe II réservée aux poulains de 3 ans, hongres exclus, ayant gagné au moins 3 000 €.
Elle se court sur la distance de 2 700 mètres (grande piste), départ volté, pour une allocation qui s'élève à 150 000 €, dont 67 500 € pour le vainqueur.
Son équivalent pour les pouliches est le Prix Roquépine, couru le même jour.
Le prix Paul-Viel est créé en 1991, d'abord ouverte également au femelles et aux hongres, elle est réservée aux seuls mâles en 1992, le prix Roquépine étant alors créé.
L'épreuve honore la mémoire de Paul Viel (1881-1975), éleveur à Mondeville dans la banlieue de Caen, entraineur et driver, notamment de Passeport lors de la victoire dans le prix d'Amérique 1923. Son élevage, très sinistré par la bataille de Normandie, dont le fleuron est Cyrano II, deuxième du prix d'Amérique 1952, est porté au sommet du trot français par son fils Albert à la fin du XXe siècle.

## Palmarès
| Année | Vainqueur          | Pays   | Père               | Driver                | Entraîneur             | Distance | Réd. km |
| ----- | ------------------ | ------ | ------------------ | --------------------- | ---------------------- | -------- | ------- |
| 2025  | Golden Gio         | Italie | Face Time Bourbon  | Matthieu Abrivard     | Sébastien Guarato      | 2 700 m  | 1'14"4  |
| 2024  | Lovino Bello       | France | Village Mystic     | Éric Raffin           | Jocelyn Robert         | 2 700 m  | 1'15"2  |
| 2023  | Elton Wise         | Italie | Maharajah          | Alessandro Gocciadoro | Alessandro Gocciadoro  | 2 700 m  | 1'14"2  |
| 2022  | Deus Zack          | Italie | Victor Gio         | Matthieu Abrivard     | Sébastien Guarato      | 2 700 m  | 1'15"   |
| 2021  | Italiano Vero      | France | Ready Cash         | David Thomain         | Philippe Allaire       | 2 175 m  | 1'13'3  |
| 2020  | Heartbreaker One   | France | Alto de Viette     | Björn Goop            | Luc Roelens            | 2 175 m  | 1'14"9  |
| 2019  | Général du Parc    | France | Lejacque d'Houlbec | Alexandre Abrivard    | Frédéric Prat          | 2 175 m  | 1'14"4  |
| 2018  | Fastissime         | France | Ready Cash         | Yoann Lebourgeois     | Philippe Allaire       | 2 175 m  | 1'14"8  |
| 2017  | Écu Pierji         | France | Tucson             | Mathieu Mottier       | Sébastien Guarato      | 2 175 m  | 1'13"1  |
| 2016  | Django Riff        | France | Ready Cash         | Yoann Lebourgeois     | Philippe Allaire       | 2 175 m  | 1'13"4  |
| 2015  | Cristal Money      | France | Coktail Jet        | Franck Nivard         | Thierry Duvaldestin    | 2 175 m  | 1'15"2  |
| 2014  | Black d'Avril      | France | Oceano Nox         | Franck Ouvrie         | Frédéric Prat          | 2 175 m  | 1'14"   |
| 2013  | Atlas de Joudes    | France | Ready Cash         | Jos Verbeeck          | Philippe Allaire       | 2 175 m  | 1'13"9  |
| 2012  | Valentin du Gite   | France | Iton du Gîte       | Bernard Piton         | Jean Lelièvre          | 2 175 m  | 1'15"6  |
| 2011  | Univers Turgot     | France | Offshore Dream     | Matthieu Abrivard     | Fabrice Souloy         | 2 175 m  | 1'13"7  |
| 2010  | Tucson             | France | Coktail Jet        | Jos Verbeeck          | Philippe Allaire       | 2 175 m  | 1'13"5  |
| 2009  | So Lovely Girl     | France | Kaisy Dream        | Christophe Martens    | Fabrice Souloy         | 2 175 m  | 1'14"5  |
| 2008  | Ready Cash         | France | Indy de Vive       | Bernard Piton         | Philippe Allaire       | 2 175 m  | 1'16"9  |
| 2007  | Quick Wood         | France | Love You           | Jean-Pierre Dubois    | Jean-Pierre Dubois     | 2 175 m  | 1'14"   |
| 2006  | Prince d'Espace    | France | Himo Josselyn      | Jean-Michel Bazire    | Sébastien Guarato      | 2 175 m  | 1'15"8  |
| 2005  | Osiris de Corbery  | France | Joe l'Amoroso      | Michel Dréano         | Christophe Chalon      | 2 175 m  | 1'15"9  |
| 2004  | Nuage Noir         | France | Cyrius Buissonay   | Thierry Duvaldestin   | Thierry Duvaldestin    | 2 175 m  | 1'15"   |
| 2003  | Mon Bellouet       | France | Hello Jo           | Jean-Michel Bazire    | Fabrice Souloy         | 2 175 m  | 1'17"4  |
| 2002  | L'As de Viretaute  | France | Fortuna Fant       | Michel Donio          | Michel Donio           | 2 175 m  | 1'14"8  |
| 2001  | Ksar d'Algot       | France | Capriccio          | Dominik Locqueneux    | Pierre-Désiré Allaire  | 2 175 m  | 1'17"7  |
| 2000  | Juliano Star       | France | Buvetier d'Aunou   | Jean-Pierre Dubois    | Jean-Pierre Dubois     | 2 175 m  | 1'17"7  |
| 1999  | Ignace de Gerberoy | France | Pacha du Ponthieu  | Ulf Nordin            | Ulf Nordin             | 2 175 m  | 1'17"2  |
| 1998  | Himo Josselyn      | France | Cézio Josselyn     | Jean-Michel Bazire    | L. Goncalves-Fernandes | 2 175 m  | 1'18"1  |
| 1997  | Général du Pommeau | France | Sébrazac           | Jules Lepennetier     | Jules Lepennetier      | 2 175 m  | 1'17"1  |
| 1996  | Fortuna Fant       | France | And Arifant        | Jean-Pierre Dubois    | Jean-Pierre Dubois     | 2 175 m  | 1'18"3  |
| 1995  | Ever Jet           | France | Tarass Boulba      | Jean-Étienne Dubois   | Jean-Étienne Dubois    | 2 175 m  | 1'17"8  |
| 1994  | Dahir de Prélong   | France | Fakir du Vivier    | Bertrand Lefèvre      | Bertrand Lefèvre       | 2 175 m  | 1'16"7  |
| 1993  | Cézio Josselyn     | France | Armbro Goal        | Jean-Étienne Dubois   | Jean-Pierre Dubois     | 2 175 m  | 1'17"9  |
| 1992  | Bridge             | France | Jorky              | Jean-Claude Hallais   | Philippe Billard       | 2 175 m  | 1'17"7  |
| 1991  | Auxerrois          | France | Passionnant        | Bernard Oger          | Léopold Verroken       | 2 175 m  | 1'17"   |

## Sources
- Pour les conditions de course et le palmarès : site de la SETF